# Церква святого архістратига Михаїла (Волосівка)
Церква святого архістратига Михаїла у Волосівці — парафія і храм греко-католицької громади Озернянського деканату Тернопільсько-Зборівської архієпархії Української греко-католицької церкви в селі Волосівка Тернопільського району Тернопільської области.

## Історія церкви
Греко-католицька парафія села була оновлена у 1991 році. Старий дерев'яний храм згорів у 1960-х роках, а новий відбудували у 1993 році. У 1998 році церкву освятив єпископ Михаїл Колтун. Іконостас виготовили, а храм розписали майстри зі Львова під керівництвом Богдана Баліцького.
При парафії діють: братство Матері Божої Неустанної Помочі, спільнота «Матері в молитві», Вівтарна і Марійська дружини.
Катехизацію проводить священник.
У 2012 році в парафії відбулося 3 хрещення, 2 шлюби та 7 похоронів.

## Парохи
- о. Василь Лущ (з 1993).